# Бурмістрова Катерина Володимирівна
Катерина Володимирівна Бурмістрова (нар. 20 листопада 1979, Суми) — заслужений майстер спорту України, багаторазова переможниця і призерка чемпіонатів світу та Європи з вільної боротьби.

## Біографія
Катерина Бурмістрова народилася в Сумах 20 листопада 1979 р. 1998 року дебютує в змаганнях з вільної боротьби. Перший тренер — Анатолій Качур. Тренери — Заслужені тренери України С. А. Лазаренко та Ю. М. Голуб.
Виступає за м. Суми й товариство «Динамо».
Закінчила Сумський педагогічний університет ім. Макаренка (факультет фізвиховання).

## Спортивні здобутки
Багаторазова чемпіонка України.
Чемпіонка світу 2002 року. Бронзова призерка чемпіонату світу в Токіо 2008 р. Переможниця Кубка світу 2002 р. в особистому заліку й срібна призерка 2005 р. — у команді.
Срібна призерка на чемпіонаті Європи 2010 року в Баку (Азербайджан).
Чемпіонка Європи 2004, 2005 та 2009 років у ваговій категорії до 67 кг.
Четверте звання чемпіонки Європи здобула у ваговій категорії 72 кг на чемпіонаті Європи з вільної боротьби, який проходив у німецькому Дортмунді навесні 2011 року.
Їй по черзі протистояли француженка Сінтія Веськан, австрійка Марина Гастль, болгарка Станка Златева і білоруска Василіса Марзалюк. Усіх суперниць Катерина поборола із сухим рахунком.
Учасниця літніх Олімпійських ігор 2012 у Лондоні. Поступилась в 1/8 фіналу росіянці Наталії Воробйовій.

## Спортивні результати на міжнародних змаганнях

### Виступи на Олімпіадах
| Змагання                    | Збірна  | Вагова категорія          | Місце |
| --------------------------- | ------- | ------------------------- | ----- |
| Літні Олімпійські ігри 2012 | Україна | жіноча боротьба, до 72 кг | 13    |

### Виступи на Чемпіонатах світу
| Змагання                        | Збірна  | Вагова категорія          | Місце  |
| ------------------------------- | ------- | ------------------------- | ------ |
| Чемпіонат світу з боротьби 2001 | Україна | жіноча боротьба, до 68 кг | 5      |
| Чемпіонат світу з боротьби 2002 | Україна | жіноча боротьба, до 67 кг | Золото |
| Чемпіонат світу з боротьби 2003 | Україна | жіноча боротьба, до 67 кг | 8      |
| Чемпіонат світу з боротьби 2005 | Україна | жіноча боротьба, до 67 кг | 15     |
| Чемпіонат світу з боротьби 2007 | Україна | жіноча боротьба, до 67 кг | 7      |
| Чемпіонат світу з боротьби 2008 | Україна | жіноча боротьба, до 67 кг | Бронза |
| Чемпіонат світу з боротьби 2009 | Україна | жіноча боротьба, до 67 кг | 7      |
| Чемпіонат світу з боротьби 2010 | Україна | жіноча боротьба, до 72 кг | 12     |
| Чемпіонат світу з боротьби 2011 | Україна | жіноча боротьба, до 72 кг | 23     |
| Чемпіонат світу з боротьби 2014 | Україна | жіноча боротьба, до 75 кг | 14     |
| Чемпіонат світу з боротьби 2017 | Україна | жіноча боротьба, до 75 кг | 17     |

### Виступи на Чемпіонатах Європи
| Змагання                         | Збірна  | Вагова категорія          | Місце  |
| -------------------------------- | ------- | ------------------------- | ------ |
| Чемпіонат Європи з боротьби 2002 | Україна | жіноча боротьба, до 67 кг | 9      |
| Чемпіонат Європи з боротьби 2003 | Україна | жіноча боротьба, до 72 кг | 10     |
| Чемпіонат Європи з боротьби 2004 | Україна | жіноча боротьба, до 67 кг | Золото |
| Чемпіонат Європи з боротьби 2005 | Україна | жіноча боротьба, до 67 кг | Золото |
| Чемпіонат Європи з боротьби 2007 | Україна | жіноча боротьба, до 67 кг | Срібло |
| Чемпіонат Європи з боротьби 2009 | Україна | жіноча боротьба, до 67 кг | Золото |
| Чемпіонат Європи з боротьби 2010 | Україна | жіноча боротьба, до 67 кг | Срібло |
| Чемпіонат Європи з боротьби 2011 | Україна | жіноча боротьба, до 72 кг | Золото |
| Чемпіонат Європи з боротьби 2012 | Україна | жіноча боротьба, до 72 кг | Срібло |
| Чемпіонат Європи з боротьби 2013 | Україна | жіноча боротьба, до 72 кг | Бронза |
| Чемпіонат Європи з боротьби 2014 | Україна | жіноча боротьба, до 75 кг | Бронза |

### Виступи на Кубках світу
| Змагання                    | Збірна  | Вагова категорія          | Місце  |
| --------------------------- | ------- | ------------------------- | ------ |
| Кубок світу з боротьби 2002 | Україна | жіноча боротьба, до 67 кг | Золото |
| Кубок світу з боротьби 2005 | Україна | жіноча боротьба, до 67 кг | Бронза |
| Кубок світу з боротьби 2012 | Україна | жіноча боротьба, до 72 кг | Золото |
| Кубок світу з боротьби 2015 | Україна | жіноча боротьба, до 75 кг | 6      |

### Виступи на інших змаганнях
| Змагання                                                    | Збірна  | Вагова категорія          | Місце  |
| ----------------------------------------------------------- | ------- | ------------------------- | ------ |
| Гран-прі Німеччини з боротьби 2004                          | Україна | жіноча боротьба, до 67 кг | Золото |
| Чемпіонат світу з боротьби серед студентів 2005             | Україна | жіноча боротьба, до 72 кг | Срібло |
| Austrian Ladies Open 2009                                   | Україна | жіноча боротьба, до 72 кг | 5      |
| Золотий Гран-прі з боротьби 2009                            | Україна | жіноча боротьба, до 67 кг | Бронза |
| Золотий Гран-прі з боротьби 2010 (Красноярськ)              | Україна | жіноча боротьба, до 67 кг | Золото |
| Золотий Гран-прі з боротьби 2010 (Баку)                     | Україна | жіноча боротьба, до 67 кг | Бронза |
| Золотий Гран-прі з боротьби 2011 (Красноярськ)              | Україна | жіноча боротьба, до 72 кг | Бронза |
| Турнір Олександра Медведя 2011                              | Україна | жіноча боротьба, до 72 кг | Золото |
| Золотий Гран-прі з боротьби 2011 (Баку)                     | Україна | жіноча боротьба, до 72 кг | 9      |
| Київський Міжнародний турнір з боротьби 2011                | Україна | жіноча боротьба, до 72 кг | Бронза |
| Київський Міжнародний турнір з боротьби 2012                | Україна | жіноча боротьба, до 72 кг | 5      |
| Олімпійський кваліфікаційний турнір з боротьби 2012 (Софія) | Україна | жіноча боротьба, до 72 кг | Срібло |
| Золотий Гран-прі з боротьби 2012 (Баку)                     | Україна | жіноча боротьба, до 72 кг | Срібло |
| Вогні Москви 2012                                           | Україна | жіноча боротьба, до 72 кг | Золото |
| Гран-прі «Іван Яригін» 2013                                 | Україна | жіноча боротьба, до 72 кг | 5      |
| Київський Міжнародний турнір з боротьби 2013                | Україна | жіноча боротьба, до 72 кг | Золото |
| Битва на водоспаді 2013                                     | Україна | жіноча боротьба, до 72 кг | Бронза |
| Золотий Гран-прі з боротьби 2013 (Баку)                     | Україна | жіноча боротьба, до 72 кг | 5      |
| Гран-прі «Іван Яригін» 2014                                 | Україна | жіноча боротьба, до 69 кг | 7      |
| Турнір Олександра Медведя 2014                              | Україна | жіноча боротьба, до 75 кг | Бронза |
| Золотий Гран-прі з боротьби 2014 (Баку)                     | Україна | жіноча боротьба, до 69 кг | 12     |
| Вогні Москви 2014                                           | Україна | жіноча боротьба, до 75 кг | Бронза |
| Київський Міжнародний турнір з боротьби 2016                | Україна | жіноча боротьба, до 69 кг | 5      |
| Київський Міжнародний турнір з боротьби 2017                | Україна | жіноча боротьба, до 75 кг | 10     |
| Відкритий чемпіонат Польщі з боротьби 2017                  | Україна | жіноча боротьба, до 75 кг | 13     |